# Calliteara strigata
Calliteara strigata är en fjärilsart som beskrevs av Moore 1879. Calliteara strigata ingår i släktet harfotsspinnare, och familjen tofsspinnare. Inga underarter finns listade i Catalogue of Life.